# المشاعبه (إب)
المشاعبه هي إحدى قرى الجمهورية اليمنية. تتبع جغرافيا لمحافظة إب وإداريًا لمديرية إب. يبلغ تعداد سكانها 1614 نسمة حسب الإحصاء الذي أجري عام 2004.